# Jacqueline Sanson
Pour les articles homonymes, voir Sanson.
Jacqueline Sanson, née Melet le 25 février 1948 à Amboise, est une bibliothécaire et historienne française.

## Biographie
Elle fait des études à l'École nationale des chartes, dont elle sort archiviste paléographe en 1972 avec une thèse intitulée Le développement historique de la ville d'Amboise, des origines jusqu'à la fin du XVIIIe siècle. Elle rédige alors un ouvrage historique sur le château d'Amboise.
Devenue conservatrice des bibliothèques, elle fait toute sa carrière à la Bibliothèque nationale, d'abord au Département des estampes et de la photographie (1972-1986), puis comme chef du service photographique (1986-1989) et directrice du Département des imprimés (1988-1993).
Elle a joué un rôle éminent dans le projet de construction de la bibliothèque François-Mitterrand : Jack Lang la charge d'une mission sur le transfert des collections ; elle devient chargée de mission pour le déménagement des collections auprès de l'établissement public Bibliothèque de France et administratrice déléguée (1993-1994). À la création de la Bibliothèque nationale de France (1994), elle en est la directrice des imprimés et de l'audiovisuel (1994-1998). Puis elle devient directrice des collections (1998) et directrice générale adjointe. Elle a écrit sur cette institution : La Bibliothèque nationale, mémoire de l'avenir, Gallimard, 1990 (avec B. Blasselle, plusieurs rééditions) ; La Bibliothèque nationale de France, collections, services, publics, Éd. du Cercle de la librairie, 2001 (dir.).
Elle est directrice générale de la Bibliothèque nationale de France du 5 novembre 2007 au 24 février 2014, date de son départ en retraite. Elle se consacre depuis à l'étude de l'histoire de la BnF, et est élue en juin 2015 présidente de la Société française d'archéologie.
Elle appartient au conseil de l'Association des amis de la Bibliothèque nationale de France. Depuis juin 2016, elle est secrétaire générale de la Fondation du Musée Clemenceau.

### Décorations
- Officière de la Légion d'honneur Elle est chevalier depuis le 11 avril 2001[11], et est promue officier le 13 juillet 2011[12].
- Commandeur de l'ordre national du Mérite Elle est chevalier depuis le 3 décembre 1994[13], promue officier le 14 novembre 2005[14] puis commandeur le 20 novembre 2015[15].
- Commandeur de l'ordre des Arts et des Lettres Elle est promue commandeur le 16 janvier 2014[16]